# Lepturges breviceps
Lepturges breviceps är en skalbaggsart som först beskrevs av White 1855.  Lepturges breviceps ingår i släktet Lepturges och familjen långhorningar.
Artens utbredningsområde är Venezuela. Inga underarter finns listade i Catalogue of Life.